# Moneo (Burgos)
Moneo es una localidad española del municipio de Medina de Pomar, perteneciente a la provincia de Burgos, en la comunidad autónoma de Castilla y León. En 2018 contaba con 56 habitantes.

## Historia
A mediados del siglo XIX, la villa, por entonces perteneciente a un municipio llamado «los Aforados de Moneo», tenía contabilizada una población de 243 habitantes. Aparece descrita en el decimoprimer volumen del Diccionario geográfico-estadístico-histórico de España y sus posesiones de Ultramar de Pascual Madoz de la siguiente manera:

MONEO: v. en la prov., dióc., aud. terr. y c. g. de Burgos (13 leg.), part. jud. de Villarcayo (2), y ayunt. titulado de los Aforados de Moneo. Está sit. en una llanura, donde reinan con mas frecuencia los vientos N. y O.: su clima es bastante frio y las enfermedades dominantes los dolores de costado y las fiebres catarrales. Tiene 60 casas con la capitular; escuela de primeras letras frecuentada por 60 niños de ambos sexos y dotada con 353 rs.; un paseo con arbolado, 4 fuentes en la pobl. y mas de 50 en el térm., siendo sus aguas escelentes, especialmente las de las primeras; una igl. parr. (San Saturnino), á la cual estan anejas las de San Martin de Mancobo y Prado de la Mata, distantes 2,000 pasos: sirven en culto de dicha igl. un cura párroco y un sacristan; finalmente, en el térm. se encuentran 2 ermitas (San Roque y la Natividad de Ntra. Sra.), situadas ambas en una llanura. Confina con los térm. de Nofuentes, Medina y Quintana de la Cuesta. El terreno es de primera, segunda y tercera calidad: le bañan los r. Nela y Trueba que nacen en los pueblos de sus propios nombres, confluyendo con el térm. de la v. que se describe: sobre el primera cruza un puente de piedra de buena construccion. caminos: el real que conduce desde Oña á Bercedo, en malísimo estado. La correspondencia se recibe de Medina por encargo. prod.: granos y algunas frutas; ganado de toda clase; caza mayor y menor, y pesca de truchas, anguilas, barbos y otros pececillos. ind.: la agrícola. pobl.: 60 vecinos, 243 alm. cap. prod.: 512,420 rs. imp.: 49,366. contr.: 5,627 rs. 29 mrs.
(Madoz, 1848, p. 496)

En noviembre de 1930 entró en servicio el tramo Trespaderne-Cidad Dosante del ferrocarril Santander-Mediterráneo, que en la localidad de Moneo contó con una estación de ferrocarril. El proyecto ferroviario preveía llegar hasta el puerto de Santander, pero nunca pasó de las montañas del norte de la provincia de Burgos. La línea fue clausurada al tráfico el 1 de enero de 1985.
En 2018 tenía empadronados 26 habitantes.

## Demografía
| Gráfica de evolución demográfica de Aforados de Moneo entre 1842 y 1970 |
| |
| En este censo se denominaba Aforados de Monco: 1842 Entre el censo de 1981 y el anterior, este municipio desaparece porque se integra en el municipio 09209 (Medina de Pomar) Población de derecho según los censos de población del INE. Población de hecho según los censos de población del INE. |